# Tumba vára
Tumba vára (horvátul: Utvrda Tumba), várrom Horvátországban, a Dubrovnik közelében fekvő Gornji Brgat határában.

## Fekvése
A Gornji Brgat falu felett északra emelkedő Tumba nevű ovális platón találhatók maradványai.

## Története
Tumba várát 1430-ban a Radoslav Pavlović bosnyák főúrral vívott háború során építették, majd 1451-ben a Vukcsics István bosnyák herceggel vívott háborúban újból megerősítették. Ekkor a Raguzai Köztársaság fontos határvára lett, amely mellett határőrtelepülés jött létre. 1806-ban miután a franciák elfoglalták a Raguzai Köztársaságot, a támadó orosz és montenegrói csapatok elleni védelem részeként újra megerősítették, de az oroszok által támogatott montenegrói csapatok támadásában vereséget szenvedtek, melynek során Delgorgue tábornok is elesett. Végül az egész terület osztrák kézre került, akik a várat lerombolták. A második világháború során az olasz csapatok a romok között bunkereket építettek. 

## A vár mai állapota
A vár platója mintegy tíz méterrel emelkedik az út fölé. Keleti oldala valamivel kisebb és alacsonyabb, mint a magasabb északnyugati oldal, ahol a ciszterna található. Mindkét oldalon az út felől erős kőfalak maradványai láthatók. A stratégiailag ideális helyen fekvő várból jó kilátás nyílt a hercegovinai határra és a dubrovniki riára.